# Кот в шляпе возвращается
«Кот в шляпе возвращается» («Кот в колпаке возвращается», англ. The Cat in the Hat Comes Back) — детская сказка 1958 года американского писателя Доктора Сьюза. Является продолжением книги «Кот в шляпе» 1957 года.

## Сюжет
И снова безымянный мальчик, который рассказывает историю, и его сестра Салли остаются дома одни на весь день. На этот раз их мать оставила им указание расчистить большое количество снега, пока она не вернётся. Однако вскоре их работа прерывается возвращением Кота в шляпе. Салли предупреждает мальчика не разговаривать с Котом и не подпускать его к себе, напоминая ему о том, что произошло в последний раз, когда он пришёл. Однако Кот забирается в их дом, чтобы не мёрзнуть на морозе, и мальчик следует за ним. Добравшись до ванной, он обнаруживает, что Кот ест торт в ванне с горячей и холодной водой. Мальчик теряет терпение и ругает Кота за его выходки, говоря Коту, что ему нужно сделать работу, и что он не должен быть в доме и есть торт, как свинья. Он говорит Коту, что ему следует уйти из дома, если он не поможет с работой. Затем он выключает воду и вынимает пробку от раковины в ванной, слив в раковину всю воду, но обнаруживает, что по бокам ванны образовалось длинное кольцо из розовой глазури. Кот предлагает помочь убрать это, но его предварительные попытки удалить розовое пятно заканчиваются катастрофой, поскольку он только переносит беспорядок на последовательность одного объекта за другим, включая белое платье их матери, стену, обувь их отца за 10 долларов, ковёр и кровать их родителей. Не зная, как удалить пятно с кровати, Кот зовёт на помощь Маленького Кота А, который живет в его шляпе, который поднимает шляпу, открывая Маленького Кота Б, а затем Маленького Кота В (В оригинале маленькие коты названы по буквам английского алфавита). Три Маленьких Кота отправляются в работайте, перенося пятно на телевизор, затем на кастрюлю и, наконец, на улицу с помощью вентилятора.
Увидев, что пятно покрыто снегом, Маленький Кот В поднимает шляпу, чтобы показать Маленьких котов от Г до Ё. Семь Маленьких котов ведут войну со снежными пятнами, стреляя в розовые снежки из поп-пушек. Это расширяет пятна ещё больше, поэтому котёнок Ё поднимает свою шляпу, чтобы показать котят от Н до Щ. Но чем усерднее коты работают, тем больше пятно продолжает распространяться, пока весь снег не станет розовым, поэтому Котёнок Щ снимает свою шляпу, чтобы раскрыть Маленьких котов Ы, Э, Ю и микроскопического Маленького кота Я. Маленький Кот Я снимает шляпу и выпускает громкий «Я-А-А-Х», который, наконец, очищает место, убирает весь снег с дорожек и ставит всех Маленьких котов обратно в шляпу Большого Кота. Кот уходит с обещанием, что он и Маленькие коты, от А до Я, когда-нибудь вернутся, если у них снова возникнут проблемы, такие как «снежные пятна» (возможно, начиная со следующего дня для начала, если проблема все ещё существует).
Книга заканчивается взрывом ярких стихов с полным списком маленьких котов, составленных в метрически совершенное рифмованное четверостишие, декламирующих алфавит.

## Отменённый фильм
После экранизации оригинальной книги, вышедшей в 2003 году, были планы сделать продолжение, основанное на книге «Кот в шляпе возвращается». Но после того, как фильм потерпел неудачу у критиков, вдова Теодора Гейзеля Одри Гейзель решила не допускать никаких будущих экранизаций произведений своего мужа.